# 연비선나
연비선나(燕比善那, ?~?)는 백제 성왕(聖王) 때의 대신으로, 대성팔족(大姓八族) 중의 하나인 연씨(燕氏) 출신 귀족이다.

## 생애
내솔을 지냈다.
543년(성왕 21년) 가야 재건을 위한 군신회의에 참석했다. 당시 가야 및 왜와 관련된 문제는 목씨가 주도하였는데, 연비선나가 참석한 이유는 당시 백제가 고구려와 대치중인 상황에서 가야 문제를 해결해야 했던 만큼 군사적 분야에서의 논의를 목적으로 참석했을 개연성을 상정할 수 있다.